# Majel Barrett
Pour les articles homonymes, voir Barrett.
Majel Barrett, née Majel Leigh Hudec le 23 février 1932 à Columbus, et morte le 18 décembre 2008 à Bel Air, est une actrice américaine principalement connue pour son rôle de Christine Chapel dans la série américaine Star Trek, ainsi que pour son rôle de Lwaxana Troi dans les séries Star Trek : La Nouvelle Génération et Star Trek: Deep Space Nine. 
Surnommée « The First Lady of Star Trek », elle a également prêté sa voix aux ordinateurs de différents jeux vidéo, films et séries de la franchise, jusqu'au Star Trek de J. J. Abrams en 2009,. Elle est la seconde épouse du créateur de l'univers de Star Trek, Gene Roddenberry, et la mère du producteur Eugene Roddenberry Jr.

## Biographie
Gene Roddenberry l'avait repérée sur le tournage de The Lieutenant, la première série télévisée du créateur de Star Trek en 1964. Il avait tenté d'imposer Majel Barrett dans l'épisode pilote The Cage dans le rôle de Number One (Numéro 1), officier en second de l'USS Enterprise d'une froideur et d'une logique extrême. Les responsables de la chaîne NBC ne voulurent pas de ce rôle : une femme commandant en second d'un vaisseau spatial, ce n'était pas envisageable à l'époque. Roddenberry créa alors le rôle de l'infirmière Christine Chapel pour que l'actrice participe à l'aventure.
Roddenberry et Barrett se marient le 6 août 1969 dans un temple bouddhiste. L'actrice prête sa voix aux ordinateurs de l'Enterprise dans la série classique, de l'Enterprise-D dans Star Trek : La Nouvelle Génération ainsi que la série Star Trek: Voyager et Star Trek: Deep Space Nine. Dans Star Trek : La Nouvelle Génération, elle tient le rôle, loufoque, de Lwaxana Troi, la mère de la conseillère Deanna Troi. Elle est apparue dans la série Babylon 5 (saison 3 épisode 9, « Point de non-retour »), comme Lady Morella, la veuve psychique de l'empereur Centauri, un rôle qui préfigure les principaux éléments de l'intrigue de la série.

## Filmographie
- 1957 : La Blonde explosive (Will Success Spoil Rock Hunter?) : Opening 'advertising' scenes: hair spray ad
- 1958 : As Young as We Are : Joyce Goodwin
- 1958 : L'Orchidée noire (The Black Orchid) : Luisa
- 1958 : Les Boucaniers (The Buccaneer)
- 1961 : Love in a Goldfish Bowl (en) : Alice
- 1963 : Commando de choc (The Quick and the Dead) : Teresa
- 1964 : Star Trek (épisode pilote "The Cage") (TV) : Numéro Un
- 1965 : Sylvia : Anne
- 1966-1969 : Star Trek ("Star Trek") (série TV) : Infirmière Christine Chapel / Voix de l'ordinateur
- 1966 : Country Boy : Miss Wynn
- 1967 : Petit guide pour mari volage (A Guide for the Married Man) de Gene Kelly : Mme Fred V.
- 1967 : Track of Thunder : Georgia Clark
- 1973 : Genesis II (TV) : Primus Dominique
- 1973 : Mondwest (Westworld) : Miss Carrie
- 1973-1974 : Star Trek (série animée) : / Lt. M'Ress (voix)
- 1974 : The Questor Tapes (en) (TV) : Dr Bradley
- 1974 : Planète Terre (TV) : Yuloff
- 1977 : Spectre (TV) : Lilith
- 1977 : La Théorie des dominos (The Domino Principle) : Mme Schnaible
- 1979 : The Suicide's Wife (TV) :
- 1979 : Star Trek, le film (Star Trek: The Motion Picture) : Dr Christine Chapel
- 1979 : The Man in the Santa Claus Suit (TV) : Miss Forsythe
- 1963 : Hôpital central ("General Hospital") (série TV) : Bea (1983)
- 1986 : Star Trek IV : Retour sur Terre (Star Trek IV: The Voyage Home) : Dr Christine Chapel
- 1987-1994 : Star Trek : La Nouvelle Génération  : Lwaxana Troi / Voix de l'ordinateur
- 1993-1997: Star Trek: Deep Space Nine : Lwaxana Troi / Starfleet Computer (voix)
- 1994 : Teresa's Tattoo : Henrietta
- 1994 : Star Trek : Générations (Star Trek: Generations) : Enterprise Computer (voix)
- 1995 : Mommy (en) : Mme Withers
- 1995 : Star Trek: Voyager (Caretaker) (TV) : Federation Computer Voice (voix)
- 1996 : Star Trek : Premier Contact (Star Trek: First Contact) : Enterprise Computer (voix)
- 1997-1999: Invasion Planète Terre (TV) : Dr Julianne Belman
- 2000 : Mars and Beyond : NASA Chief Suzanne O'Dell
- 2002 : Star Trek : Nemesis : Computer Voice (voix)
- 2009 : Star Trek de J. J. Abrams : Enterprise Computer Voice (voix)